# Кубок володарів кубків 1971—1972
Кубок володарів кубків 1971—1972 — 12-ий розіграш Кубка володарів кубків УЄФА, європейського клубного турніру для переможців національних кубків. 

## Учасники
| №п/п | Клуб                   | Турнір                                     |
| ---- | ---------------------- | ------------------------------------------ |
| 1    | «Челсі»                | Володар Кубка володарів кубків 1970—1971   |
| 2    | «Ліверпуль»            | Фіналіст Кубка Англії 1970—1971            |
| 3    | «Комлой Баняс»         | Фіналіст Кубка Угорщини 1970               |
| 4    | «Торіно»               | Володар Кубка Італії 1970—1971             |
| 5    | «Спарта»               | Фіналіст Кубка Нідерландів 1970—1971       |
| 6    | «Рейнджерс»            | Фіналіст Кубка Шотландії 1970—1971         |
| 7    | «Баварія»              | Володар Кубка ФРН 1970—1971                |
| 8    | «Заглембє» (Сосновець) | Фіналіст Кубка Польщі 1970—1971            |
| 9    | «Кардіфф Сіті»         | Володар Кубка Уельсу 1970—1971             |
| 10   | «Спортінг»             | Володар Кубка Португалії 1970—1971         |
| 11   | «Барселона»            | Володар Кубка Іспанії 1970—1971            |
| 12   | «Беєрсхот»             | Володар Кубка Бельгії 1970—1971            |
| 13   | «Динамо» (Берлін)      | Фіналіст Кубка НДР 1970—1971               |
| 14   | «Шкода»                | Володар Кубка Чехословаччини 1970—1971     |
| 15   | «Црвена Звезда»        | Володар Кубка Югославії 1970—1971          |
| 16   | «Динамо» (Москва)      | Володар Кубка СРСР 1970                    |
| 17   | «Стяуа»                | Володар Кубка Румунії 1970—1971            |
| 18   | «Ескішехірспор»        | Володар Кубка Туреччини 1970—1971          |
| 19   | «Ренн»                 | Володар Кубка Франції 1970—1971            |
| 20   | «Олімпіакос»           | Володар Кубка Греції 1970—1971             |
| 21   | «Аустрія»              | Володар Кубка Австрії 1970—1971            |
| 22   | «Левські-Спартак»      | Володар Кубка Болгарії 1970—1971           |
| 23   | «Болдклуббен 1909»     | Володар Кубка Данії 1970—1971              |
| 24   | «Серветт»              | Володар Кубка Швейцарії 1970—1971          |
| 25   | «Отвідабергс»          | Володар Кубка Швеції 1970—1971             |
| 26   | «Люн»                  | Фіналіст Кубка Норвегії 1970               |
| 27   | «Динамо» (Тирана)      | Володар Кубка Албанії 1970—1971            |
| 28   | «Лісберн Дістіллері»   | Володар Кубка Північної Ірландії 1970—1971 |
| 29   | «Гіберніанс»           | Володар Кубка Мальти 1970—1971             |
| 30   | «Міккелін Паллоільят»  | Володар Кубка Фінляндії 1970               |
| 31   | «Женесс» (Ошараж)      | Володар Кубка Люксембургу 1970—1971        |
| 32   | «Лімерик»              | Володар Кубка Ірландії 1970—1971           |
| 33   | «Фрам»                 | Володар Кубка Ісландії 1970                |
| 34   | «Анортосіс»            | Володар Кубка Кіпру 1970—1971              |

## Попередній раунд
| Команда 1                | Заг.    | Команда 2        | 1-й матч | 2-й матч |
| ------------------------ | ------- | ---------------- | -------- | -------- |
| 18/28 серпня 1971        |         |                  |          |          |
| Болдклуббен 1909         | 4:4 (ч) | Аустрія (Відень) | 4:2      | 0:2      |
| 28 серпня/1 вересня 1971 |         |                  |          |          |
| Фрам                     | 2:3     | Гіберніанс       | 0:3      | 2:0      |

## Перший раунд
| Команда 1            | Заг.         | Команда 2          | 1-й матч | 2-й матч |
| -------------------- | ------------ | ------------------ | -------- | -------- |
| 14/29 вересня 1971   |              |                    |          |          |
| Гіберніанс           | 0:1          | Стяуа              | 0:0      | 0:1      |
| 15/28 вересня 1971   |              |                    |          |          |
| Ренн                 | 1:2          | Рейнджерс          | 1:1      | 0:1      |
| 15/29 вересня 1971   |              |                    |          |          |
| Серветт              | 2:3          | Ліверпуль          | 2:1      | 0:2      |
| Дістіллері Белфаст   | 1:7          | Барселона          | 1:3      | 0:4      |
| Динамо (Берлін)      | 2:2 пен. 5:4 | Кардіфф Сіті       | 1:1      | 1:1 дч   |
| Женесс (Ошараж)      | 0:21         | Челсі              | 0:8      | 0:13     |
| Лімерик              | 0:5          | Торіно             | 0:1      | 0:4      |
| Динамо (Тирана)      | 1:2          | Аустрія (Відень)   | 1:1      | 0:1      |
| Спортінг (Лісабон)   | 7:0          | Люн                | 4:0      | 3:0      |
| Шкода (Пльзень)      | 1:7          | Баварія (Мюнхен)   | 0:1      | 1:6      |
| Комлой Бан'яс        | 4:8          | Црвена Звезда      | 2:7      | 2:1      |
| Заглембє (Сосновець) | 4:5          | Отвідабергс        | 3:4      | 1:1      |
| Міккелін Паллоільят  | 0:4          | Ескішехірспор      | 0:0      | 0:4      |
| 15/30 вересня 1971   |              |                    |          |          |
| Олімпіакос           | 2:3          | Динамо (Москва)    | 0:2      | 2:1      |
| 16/29 вересня 1971   |              |                    |          |          |
| Левскі               | 1:3          | Спарта (Роттердам) | 1:1      | 0:2      |
| 23/29 вересня 1971   |              |                    |          |          |
| Анортосіс            | 0:8          | Беєрсхот           | 0:7      | 0:1      |

## Другий раунд
| Команда 1                  | Заг.    | Команда 2          | 1-й матч | 2-й матч |
| -------------------------- | ------- | ------------------ | -------- | -------- |
| 20 жовтня/3 листопада 1971 |         |                    |          |          |
| Барселона                  | 1:3     | Стяуа              | 0:1      | 1:2      |
| Ліверпуль                  | 1:3     | Баварія (Мюнхен)   | 0:0      | 1:3      |
| Торіно                     | 1:0     | Аустрія (Відень)   | 1:0      | 0:0      |
| Рейнджерс                  | 6:6 (ч) | Спортінг (Лісабон) | 3:2      | 3:4      |
| Отвідабергс                | 1:1 (ч) | Челсі              | 0:0      | 1:1      |
| Беєрсхот                   | 2:6     | Динамо (Берлін)    | 1:3      | 1:3      |
| Спарта (Роттердам)         | 2:3     | Црвена Звезда      | 1:1      | 1:2      |
| Ескішехірспор              | 0:2     | Динамо (Москва)    | 0:1      | 0:1      |

## 1/4 фіналу
| Команда 1         | Заг.    | Команда 2        | 1-й матч | 2-й матч |
| ----------------- | ------- | ---------------- | -------- | -------- |
| 8/22 березня 1972 |         |                  |          |          |
| Стяуа             | 1:1 (ч) | Баварія (Мюнхен) | 1:1      | 0:0      |
| Торіно            | 1:2     | Рейнджерс        | 1:1      | 0:1      |
| Отвідабергс       | 2:4     | Динамо (Берлін)  | 0:2      | 2:2      |
| Црвена Звезда     | 2:3     | Динамо (Москва)  | 1:2      | 1:1      |

## 1/2 фіналу
| Команда 1        | Заг.         | Команда 2       | 1-й матч | 2-й матч |
| ---------------- | ------------ | --------------- | -------- | -------- |
| 5/19 квітня 1972 |              |                 |          |          |
| Баварія (Мюнхен) | 1:3          | Рейнджерс       | 1:1      | 0:2      |
| 5/20 квітня 1972 |              |                 |          |          |
| Динамо (Берлін)  | 2:2 пен. 1:4 | Динамо (Москва) | 1:1      | 1:1 дч   |

## Фінал
| 24 травня 1972 |

| Рейнджерс                   | 3:2      | Динамо (Москва)            |
| --------------------------- | -------- | -------------------------- |
| Стейн 23' Джонстон 40', 49' | Протокол | Ештреков 60' Маховиков 87' |

| Камп Ноу, Барселона Глядачів: 24 701 Арбітр: Хосе Марія Ортіс де Мендібіль |

| Володар Кубка володарів кубків 1971—1972 |
| ---------------------------------------- |
| Шотландія                                |
| Рейнджерс 1-й титул                      |